# Austin Bay
Austin Bay är en vik i Kanada.   Den ligger i territoriet Nunavut, i den centrala delen av landet, 3 300 km nordväst om huvudstaden Ottawa.
Trakten runt Austin Bay består i huvudsak av gräsmarker.